# Middelalderlig kommune
Middelalderlige kommuner var i den europæiske middelalder et koncept, hvor en by eller landsbys indbyggere havde indgået en fælles forsvarspagt (både hvad angår fysisk forsvar og traditionelle friheder). Disse havde mange udformninger rundt omkring på kontinentet.
De første tegn på kommuner stammer fra det sene 11. og tidlige 12. århundrede, eksempelvis den kortlivede kommune Rom i 1144, hvorefter de blev et mere udbredt fænomen. De opnåede en særlig udbredelse i det centrale og nordlige Italien, hvor mange af dem udviklede sig til bystater baseret på et delvist demokrati. På samme tid udviklede der sig i de tyske dele af det tysk-romerske rige de såkaldte frie rigsstæder, som var uafhængige af den lokale adel.